# Monte Antenne (colle di Roma)
Monte Antenne è un colle che sorge nell'area nord di Roma, al margine settentrionale dei Parioli, sul lato sinistro del Tevere in prossimità della foce dell'Aniene, nel territorio del II Municipio. Misura 60 m di altezza.
È una zona verde che fa parte del parco di Villa Ada, dominata dal Forte Antenne costruito in cima. Alle sue pendici sorge la grande Moschea di Roma.

## Origine del nome
Il nome deriva da Antemnae, un villaggio preromano nato su questa altura lungo la via Salaria vetus in posizione tale da controllare la confluenza dell’Aniene nel Tevere (dal latino ante amnes cioè "davanti ai fiumi"), poi conquistato da Roma e spopolato.

## Collegamenti
|  | È raggiungibile dalle stazioni: Campi Sportivi e Monte Antenne. |